# Most nad Dunajem w Schalding
Most nad Dunajem w Schalding (niem.: Donaubrücke Schalding) – most autostradowy nad Dunajem, w ciągu autostrady A3 w Niemczech o długości 1020 m.
Znajduje się w dzielnicy Schalding miasta Pasawa, pomiędzy węzłami drogowymi Passau-Nord i Passau-Mitte. Został zbudowany w latach 1969 – 1973.
Pod mostem przebiega również linia kolejowa Ratyzbona – Pasawa oraz droga krajowa B8.